# Agrothereutes aterrimus
Agrothereutes aterrimus là một loài tò vò trong họ Ichneumonidae.